# غير مناسب للعمل
غير مناسب للعمل أو غير آمن للعمل (بالإنجليزية: Not suitable/safe for work)‏ ويشار له بالاختصار (NSFW)  هو مصطلح من عامية الإنترنت. يستخدم في العادة لوسم رسائل البريد الإلكتروني أو الفيدوهات أو الصور في مواقع النقاشات التفاعلية (منتديات الإنترنيت، المدونات) للإشارة إلى أن هذا الرابط يحتوي على مواد تتصف بالعري أو الإباحية أو الألفاظ النابية والتي قد لا يرغب الشخص في أن يشاهدها في الأماكن العامة أو الرسمية مثل مكان العمل.